# جيوفاني لومباردي
جيوفاني لومباردي (بالإيطالية: Giovanni Lombardi)‏ مواليد 20 يوليو 1969 في بافيا، هو دراج إيطالي سابق في صنف سباق الدراجات على الطريق وعلى المضمار. سبق أن شارك في دورة الألعاب الأولمبية الصيفية.

## سجل النتائج

### سباقات أو مراحل فاز بها
- طواف إسبانيا
- طواف سويسرا
- طواف إيطاليا

## الميداليات
| الميدالية | المسابقة                       |
| --------- | ------------------------------ |
| ذهبية     | الألعاب الأولمبية الصيفية 1992 |

## وصلات خارجية
- الموقع%20الرسمي

## روابط خارجية
- جيوفاني لومباردي على موقع الاتحاد الدولي للدراجات (الإنجليزية)
- جيوفاني لومباردي على موقع أرشيف الدراجات (الإنجليزية)
- جيوفاني لومباردي على موقع إحصائيات الدراجات الإحترافية (الإنجليزية)
- جيوفاني لومباردي على موقع CycleBase (الإنجليزية)
- جيوفاني لومباردي على موقع أوليمبيديا (الإنجليزية)
- جيوفاني لومباردي على موقع اللجنة الأولمبية الإيطالية (الإيطالية)
- Official Team CSC profile